# Horní Žandov
Horní Žandov (německy Obersandau) je malá vesnice, část obce Dolní Žandov v okrese Cheb v Karlovarském kraji. Nachází se asi 1,5 kilometru jihovýchodně od Dolního Žandova. Je zde evidováno 33 adres. V roce 2011 zde trvale žilo 48 obyvatel.
Horní Žandov je také název katastrálního území o rozloze 4,79 km².

## Historie
První písemná zmínka o vesnici pochází z roku 1367.

## Obyvatelstvo
Při sčítání lidu v roce 1921 zde žilo 367 obyvatel, z toho jeden Čechoslovák a 366 obyvatel německé národnosti. K římskokatolické církvi se hlásilo 360 obyvatel, šest k evangelické církvi a jeden obyvatel byl bez vyznání.
| Rok            | 1869 | 1880 | 1890 | 1900 | 1910 | 1921 | 1930 | 1950 | 1961 | 1970 | 1980 | 1991 | 2001 | 2011 | 2021 |
| -------------- | ---- | ---- | ---- | ---- | ---- | ---- | ---- | ---- | ---- | ---- | ---- | ---- | ---- | ---- | ---- |
| Počet obyvatel | 384  | 385  | 401  | 369  | 379  | 367  | 346  | 151  | 119  | 91   | 66   | 45   | 59   | 48   | 61   |
| Počet domů     | 62   | 65   | 63   | 65   | 63   | 65   | 69   | 46   | -    | 25   | 24   | 26   | 26   | 24   | 28   |

## Obecní správa
Při sčítání lidu v letech 1850–1879 Horní Žandov byl osadou obce Žandov v okrese Planá. V letech 1880–1959 byl samostatnou obcí, se kterým patřil nejprve do okresu Planá, ale v letech 1900–1950 v okrese Mariánské Lázně. Od roku 1960 je částí obce Dolní Žandov v okrese Cheb.